# Saint-Martin-Sepert
Saint-Martin-Sepert é uma comuna francesa na região administrativa da Nova Aquitânia, no departamento de Corrèze. Estende-se por uma área de 15,71 km². Em 2010 a comuna tinha 273 habitantes (densidade: 17,4 hab./km²).